# Reginald Earnshaw
Reginald Hamilton Earnshaw (Dewsbury, 1927. február 5. – a brit partvidéken, Ipswich és Tyneside között, 1941. július 6.) ismertebb nevén Reggie Earnshaw, úgy tudják, hogy ő volt a legfiatalabb halottja a második világháborúban, a brit haderő kötelékében szolgált. Éppen 14 éves és 151 napos volt, amikor 1941-ben az SS North Devon katonai szállítóhajón szolgálat közben az ellenséges támadást követően elhunyt.

## Fordítás
- Ez a szócikk részben vagy egészben  a   Reginald Earnshaw című angol Wikipédia-szócikk ezen változatának fordításán alapul.  Az eredeti cikk szerkesztőit annak laptörténete sorolja fel. Ez a jelzés csupán a megfogalmazás eredetét és a szerzői jogokat jelzi, nem szolgál a cikkben szereplő információk forrásmegjelöléseként.